# 王一菲
王一菲（1995年6月14日—），中國大陸女演員，出生於湖南省。2017年，在電視劇《漂亮的李慧珍》中飾演“韓雪”一角引起關注；2018年，在電視劇《香蜜沉沉燼如霜》中飾演“穗禾”一角而為人熟知。2023年，於網絡劇《長月燼明》中飾演“姒嬰”一角再度引起關注。

## 影視作品
| 首播年份 | 剧名                         | 角色   | 备注         |
| 2017年   | 《漂亮的李慧珍》             | 韓雪   |              |
| 2018年   | 《香蜜沉沉燼如霜》           | 穗禾   |              |
| 2019年   | 《劍王朝》                   | 乌潋紫 |              |
| 2020年   | 《三生三世枕上書》           | 知鶴   |              |
| 2020年   | 《局中人》                   | 柳如烟 |              |
| 2021年   | 《玉昭令》                   | 紅鸞   | 網絡劇       |
| 2021年   | 《卿卿我心》                 | 路云溪 | 網絡劇       |
| 2022年   | 《流光之城》                 | 肖宝丽 |              |
| 2022年   | 《與君初相識》               | 卿瑤   | 網絡劇       |
| 2022年   | 《恰似故人歸》               | 卿瑤   | 網絡劇       |
| 2023年   | 《耀眼的你啊》               | 黎雯   |              |
| 2023年   | 《二十九》                   | 陆筱杉 | 網絡短劇     |
| 2023年   | 《流量背后》                 | 郑异   | 抖音網絡短劇 |
| 2023年   | 《長月燼明》                 | 娰嬰   | 網絡劇       |
| 2024年   | 《仙剑四》                   | 琴姬   | 網絡劇，客串 |
| 2024年   | 《颜心记》                   | 迦耶   | 網絡劇       |
| 2025年   | 《她独美》                   | 阮苏   | 網絡短劇     |
| 2025年   | 《三生三世：幽思燃烬忘川路》 | 幽璃   | 網絡短劇     |
| 待播     | 《大路朝東》                 | 艾玛丽 | 2017年拍攝   |
| 待播     | 《星光予你》                 | 林茹   | 網絡劇       |
| 待播     | 《朝兮》                     | 林兮   | 網絡短劇     |

## 電影
| 首播年份 | 剧名             | 角色 | 備註     |
| -------- | ---------------- | ---- | -------- |
| 2019年   | 《陈情令之生魂》 | 萧情 | 網絡電影 |

## 雜誌寫真
| 年份   | 期數  | 雜誌名稱    | 備註 |
| 2018年 | 144期 | 《OK!精彩》 | 內頁 |

## 外部連結
- 王一菲的新浪微博
- 王一菲在互联网电影资料库（IMDb）上的資料（英文）
- 王一菲在豆瓣上的资料（简体中文）
- 王一菲在时光网上的簡介（简体中文）
- 嘉行傳媒上王一菲的簡介 （页面存档备份，存于）